# Lockheed F-104 Starfighter
Lockheed F-104 Starfighter – amerykański naddźwiękowy samolot myśliwski zdolny do osiągania wysokich prędkości w locie poziomym i podczas wznoszenia. Używany w wariantach myśliwca przechwytującego, samolotu myśliwsko-bombowego oraz dwumiejscowego samolotu szkolno-bojowego.
Autorem koncepcji samolotu jest Clarence „Kelly” Johnson. Wobec niewystarczającego ciągu ówcześnie dostępnych silników konstruktorzy F-104 skupili się na zapewnieniu małej masy własnej i jak najmniejszych oporów aerodynamicznych myśliwca. Ujemne cechy tego rozwiązania jak duże obciążenie powierzchni, małe wydłużenie płata próbowano poprawić poprzez zastosowanie klap przednich i tylnych. Poprawiło to takie cechy jak prędkość kątowa zakrętu i manewrowość w locie, jednak prędkość lądowania była duża, a lądowanie bez pracującego silnika – nadzwyczaj ryzykowne.
F-104 Starfightera wprowadzono do służby w amerykańskich siłach powietrznych w 1958 roku, ale ze względu na niewystarczający zasięg, udźwig uzbrojenia i wyposażenia został on wycofany już w 1967. Pomimo to, w znacznie zmodyfikowanej wersji F-104 dobrze sprzedawał się poza Stanami Zjednoczonymi i znaczna liczba tych maszyn znalazła się na wyposażeniu sił powietrznych wielu krajów, głównie Niemiec, Kanady i Włoch, gdzie służyły w roli myśliwsko-bombowej do połowy lat osiemdziesiątych, a we Włoszech w zmodernizowanej wersji aż do 2004. Zmodyfikowane wersje F-104 zyskały sobie złą reputację jako samoloty niebezpieczne i trudne w pilotażu. Duża liczba wypadków, szczególnie w Niemczech, była powodem, dla którego zyskał w Luftwaffe przezwiska Witwenmacher (owdawiacz) i, z powodu częstego wbijania się w ziemię, Erdnagel (śledź od namiotu). Od lat siedemdziesiątych został zastąpiony nowocześniejszymi samolotami (między innymi F-16). Ogółem wyprodukowano 2578 egzemplarzy.
Bardzo wiele cech samolot zawdzięczał małej rozpiętości, bardzo dużemu obciążeniu powierzchni płata i jego bardzo cienkiemu profilowi. Cechy te z jednej strony decydowały o dobrych parametrach prędkościowych samolotu, z drugiej jednakże sprawiały, że miał on ograniczone możliwości manewrowe, szczególnie prędkość kątową zakrętu, dużą prędkość lądowania. Ta ostatnia cecha, przy krótkim skoku podwozia, była powodem wielu katastrof (szczególnie podczas prób samolotu i zmagania się ze zjawiskiem pompażu silnika) oraz awaryjnego lądowania tą maszyną bez pracującego silnika.

## Historia
Po zakończeniu projektu nieudanego myśliwca dalekiego zasięgu XF-90 i w odpowiedzi na zapotrzebowanie na nowy samolot myśliwski dla potrzeb lotnictwa amerykańskiego walczącego w Korei, wytwórnia Lockheed postanowiła zbudować maszynę dokładnie odpowiadającą potrzebom pilotów. W tym celu główny inżynier wytwórni Clarence „Kelly” Johnson odwiedził Koreę w grudniu 1951 roku w celu zasięgnięcia opinii pilotów bojowych, co do najbardziej pożądanych parametrów nowej maszyny. Walczący na samolotach F-86 Sabre przeciwko koreańskim maszynom MiG-15 niejednokrotnie dostrzegali wyższość myśliwców wroga, głównie ze względu na mniejszą złożoność konstrukcji i lepsze niektóre parametry MiG-ów. Opierając się na tych wnioskach postanowiono zbudować prostą w konstrukcji i lekką maszynę, charakteryzującą się dużą prędkością i wysokim pułapem operacyjnym.
Po powrocie Johnsona do kraju rozpoczęto konstruowanie samolotu spełniającego wszystkie te wymagania, chociaż lotnictwo Stanów Zjednoczonych nie wyraziło zapotrzebowania na tego typu maszynę. Zespół inżynierów rozpoczął prace projektowe w marcu 1952 roku, proponując szereg maszyn o bardzo zróżnicowanej masie od 3600 kg, do aż 23000 kg. Ostatecznie w listopadzie tego samego roku wyłoniono jedną konstrukcję oznaczoną jako Lockheed L-246 o masie 5400 kg, smukłym kadłubie w kształcie strzały, krótkimi trapezowymi skrzydłami i usterzeniem ogonowym w kształcie litery T. Maszyna miała być napędzana nowym turboodrzutowym silnikiem General Electric J-79 z dopalaczem.
Projekt został zaakceptowany przez zarząd Lockheeda i w listopadzie 1952 zaprezentowany USAF w bazie lotniczej Wright-Patterson w Ohio. Siły powietrzne zainteresowały się nową konstrukcją Lockheeda na tyle, że ogłosiły przetarg na samolot tego typu zapraszając do rywalizacji inne wytwórnie lotnicze. Jako konkurencję dla maszyny Lockheeda przedstawiono trzy inne konstrukcje: AP-55 wytwórni Republic Aviation Company, będący ulepszoną wersją prototypowego myśliwca przechwytującego XF-91 Thunderceptor, NA-212 wytwórni North American Aviation, który wyewoluował później w myśliwsko-bombową maszynę F-107, oraz N-102 Fang wytwórni Northrop Grumman. Wszystkie konstrukcje uznano za interesujące, ale maszyna Lockheeda jako najlepsza wygrała konkurs i w marcu 1953 podpisano kontrakt na jej dalszy rozwój.
Prace nad nowym samolotem oznaczonym jako XF-104 przebiegały bardzo szybko i już w kwietniu przedstawiono makietę maszyny, rozpoczynając budowę dwóch prototypów w miesiąc później. Ze względu na niedostępność docelowych silników General Electric J79, oba prototypy napędzały zbudowane w fabryce Buick silniki Wright J65, będące amerykańską wersją brytyjskich Armstrong-Siddeley Sapphire. Początkowo były to Wright J65-B-3 bez dopalacza, wymienione w lipcu 1954 na nowocześniejsze jednostki Wright J65-W-7 już z dopalaczem o ciągu 34,7 kN i 45,8 kN z dopalaniem. Silniki te zapewniały tylko około 70% mocy docelowych J79. Pierwszy prototyp został ukończony na początku 1954 roku i oblatany w 4 marca.
Drugi prototyp XF-104 został oblatany 6 października tego samego roku i był on przeznaczony do testów systemów uzbrojenia. Początkowo planowano zainstalowanie dwulufowego działka kalibru 30 mm, ale ostatecznie decyzję zmieniono instalując nowe sześciolufowe działko General Electric TE-171-E3 kalibru 20 mm, późniejsze M61 Vulcan. Ponadto zamontowano system kierowania ogniem AN/ASG-14T-1.

## Konstrukcja XF-104

### Kadłub i skrzydła
XF-104 posiadał bardzo nowatorską konstrukcję skrzydeł w porównaniu do ówcześnie projektowanych maszyn myśliwskich wyposażonych w skrzydła skośne lub w kształcie delty. Taka konstrukcja była podyktowana chęcią zbudowania maszyny o niskim oporze generowanym przez fale uderzeniowe przy przekraczaniu prędkości dźwięku. Badania prowadzone przez Lockheeda dowiodły, że najbardziej odpowiednie do lotów z dużymi prędkościami będą bardzo małe i proste skrzydła o kształcie trapezu, umocowane w środkowej części kadłuba. Płaty skrzydeł były bardzo cienkie i ostro zakończone osiągając na krawędzi spływu grubość 0,41 mm i aby uniknąć niebezpieczeństwa zranienia obsługi naziemnej konieczne było zakładanie podczas obsługi specjalnych ochraniaczy na te części skrzydeł. Kąt pochylenia krawędzi natarcia wynosił 26°, a krawędzi spływu 18,1°. Mechanizmy sterujące lotkami i klapami miały grubość tylko 25 mm. Tak mała grubość skrzydeł wymusiła umieszczenie zarówno zbiorników paliwa, jak i podwozia głównego w kadłubie maszyny. W latach 50 za najważniejsze parametry samolotu uważano prędkość i pułap. Samolot zoptymalizowany został jako samolot przechwytujący o wysokiej prędkości i wysokim pułapie. Niestety okazał się przykładem ślepego zaułka lotnictwa. Małe skrzydła które generowały małe opory przy przekraczaniu prędkości dźwięku miały bardzo małą powierzchnię a co za tym idzie duże ich obciążenie i ze względu na swój naddźwiękowy profil generowały małą siłę nośną przy niższych prędkościach. Wynikiem czego była bardzo mała nawet jak na owe lata zwrotność F-104.
Usterzenie poziome zostało umieszczone wysoko na stateczniku pionowym w celu przeciwdziałania efektom przekroczenia masowego momentu bezwładności względem prędkości kątowej, szkodliwego zjawiska, które doprowadziło do katastrofy między innymi eksperymentalnego Bell X-1. Ponieważ statecznik poziomy miał rozpiętość prawie równą długości skrzydła samolotu i porównywalnej nośności, również mógł generować niepożądane efekty, dlatego skrzydła F-104 zostały zamontowane z ujemnym wzniosem 10°. W późniejszym okresie zainstalowano system umożliwiający wysuwanie klap podczas lotu, co zapewniało większą zwrotność samolotu podczas walki.

### Silnik
Silnik General Electric J-79 napędzający XF-104 posiadał po obu stronach kadłuba dwa zoptymalizowane do lotów z dużymi prędkościami naddźwiękowymi chwyty powietrza ze stałymi stożkami wlotowymi. Stosunek oporu powietrza do generowanego przez silniki ciągu był bardzo dobry i umożliwiał osiągnięcie prędkości powyżej 2 Ma. Prawdopodobnie prędkość maszyny mogłaby być jeszcze większa, ale barierą była aluminiowa konstrukcja kadłuba i ograniczenia temperaturowe silnika. Późniejsze wersje produkcyjne maszyny posiadały nowsze wersje silnika J-79 mocniejsze o 30%.

### Uzbrojenie i wyposażenie
W samolocie XF-104 zastosowano unikalne rozwiązanie fotela katapultowego Lockheed C-1 wystrzeliwanego do dołu przez podłogę maszyny ze względu na duże niebezpieczeństwo uderzenia o wysokie usterzenie ogonowe w kształcie litery T. Po uruchomieniu urządzenia katapultującego, nogi pilota były podciągane do tułowia poprzez system linek umożliwiając bezpieczne opuszczenie kabiny przez jej podłogę. System ten uniemożliwiał ewakuację podczas lotów na pułapie niższym niż 152 metry, dlatego zrezygnowano z tego rozwiązania. Następnym fotelem był wystrzeliwany do góry Lockheed C-2, zdolny do uratowania pilota na pułapie zero przy prędkościach większych niż 170 km/h. Seryjne wersje eksportowane do innych krajów wyposażono w znacznie nowocześniejsze fotele Martin-Baker klasy zero-zero umożliwiające ewakuację nawet przy zerowej prędkości i pułapie.
Podstawowym uzbrojeniem strzeleckim maszyny było działko systemu Gatlinga M61 Vulcan kalibru 20 mm i olbrzymiej szybkostrzelności 6000 pocisków na minutę. Działko było zamontowane w dolnej części kadłuba po lewej stronie i zasilane z bębna zainstalowanego za kabiną pilota i zawierającego 725 pocisków. W wersjach dwumiejscowych działka nie było, tak samo jak w rozpoznawczych F-104, a zamiast bębna amunicyjnego instalowano dodatkowy zbiornik paliwa.
Na końcach skrzydeł znajdowały się dwa węzły do podwieszenia pocisków rakietowych AIM-9 Sidewinder lub zbiorników paliwa. W późniejszych wersjach maszyny dodano jeden centralny węzeł podkadłubowy i dwa podskrzydłowe umożliwiające podwieszenie bomb, zasobników z niekierowanymi pociskami rakietowymi, bomby atomowej lub zbiorników. Na węźle podkadłubowym można było również zainstalować dwuprowadnicową wyrzutnię pocisków AIM-9 Sidewinder o nazwie „catamaran”.

## Wersje samolotu F-104

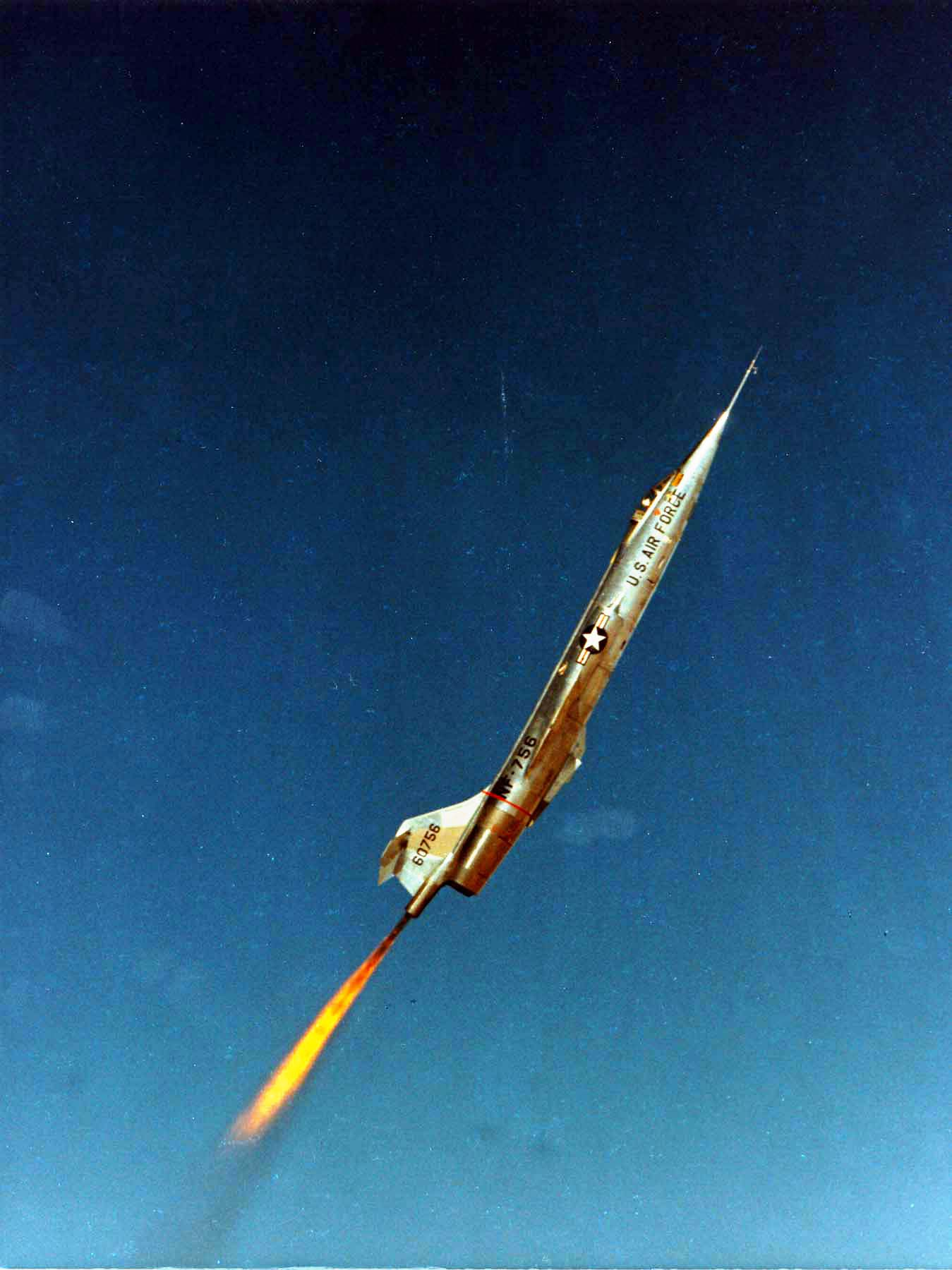
NF-104A Rocket Starfighter

### YF-104A
Samolot testowy zbudowany do testów silnika J-79, działka M61 Vulcan, pocisków AIM-9 Sidewinder i montowanych na końcach skrzydeł zbiorników paliwa o pojemności 644 litrów każdy, oraz zdolności samolotu do lotu z takim obciążeniem. Zbudowano 17 egzemplarzy testowych YF-104A.

### F-104A
Jednomiejscowy dzienny myśliwiec przechwytujący zamówiony przez Dowództwo Obrony Powietrznej Sił Powietrznych Stanów Zjednoczonych (USAF Air Defense Command). Maszyna została wprowadzona do służby w USAF pod koniec lutego 1958 roku. Konstrukcja F-104A była oparta na testowym YF-104, ale została wzmocniona w celu zwiększenia wytrzymałości na przeciążenia. Napęd stanowił silnik turboodrzutowy J79-GE-3B będący unowocześnioną i bardziej niezawodną wersją poprzednich modeli. Pod klapą po prawej stronie kadłuba znajdowała się awaryjna turbina napędzana pędem powietrza, która w awaryjnych sytuacjach zapewniała energię elektryczną i ciśnienie w układach hydraulicznych.
Na obu krawędziach skrzydeł na całej długości płatów zainstalowane klapy: natarcia i spływu, dodatkowo zainstalowano klapy systemu BLC (Boundary Layer Control) polepszające charakterystyki lotne maszyny przy małych prędkościach i podczas lądowania. F-104 był pierwszym samolotem z systemem BLC, dzięki któremu pomimo smukłej sylwetki i krótkich skrzydeł prędkość lądowania maszyny była porównywalna z innymi ówczesnymi myśliwcami. W celu skrócenia dobiegu pod ogonem maszyny zainstalowano spadochron hamujący.
Pod koniec 1956 firma Lockheed uzyskała kontrakt na rozpoznawczą wersję Starfightera oznaczoną jako RF-104A nieformalnie nazywaną Stargazer. Ostatecznie USAF zrezygnowały z tej wersji samolotu skupiając się na konstrukcji firmy McDonnell Aircraft RF-101 Voodoo. Łącznie zbudowano 153 egzemplarze F-104A.

### F-104B
Dwumiejscowa wersja treningowa oparta na F-104A oblatana 16 stycznia 1957 roku. Zmiany w porównaniu z F-104A były dość niewielkie. Zachowano tę samą długość kadłuba, ale zastosowanie podwójnej kabiny wymusiło zlikwidowanie działka M61 Vulcan. Maszyna miała te same możliwości podwieszenia uzbrojenia oraz awionikę co wersja jednomiejscowa. Wytwórnia Lockheed zaprojektowała również wersję treningową samolotu bez możliwości używania uzbrojenia oznaczoną jako TF-104B, ale Siły Powietrzne nie były nią zainteresowane.
Różnice w porównaniu z F-104A polegały na wydłużeniu statecznika pionowego, co dało o 25% większą powierzchnię steru kierunku i zapewniło lepszą kontrolę nad maszyną. Podwójna kabina została zainstalowana w taki sposób, że siedzący na tylnym fotelu instruktor zajmował wyżej położoną pozycję polepszającą widok do przodu. Obaj piloci posiadali osobno otwierane kabiny. F-104B został wprowadzony do służby na początku 1958 roku, równolegle z jednomiejscową wersją F-104A. Łącznie zbudowano 26 egzemplarzy tej maszyny.

### F-104C
Jednomiejscowy samolot myśliwsko-bombowy zbudowany dla Dowództwa Lotnictwa Taktycznego USAF (USAF Tactical Air Command), oblatany 24 lipca 1958 roku i wprowadzony do służby pod koniec tego samego roku jako następca F-104A. Nowy samolot nie różnił się z zewnątrz od F-104A, a jedyną widoczną cechą odróżniająca go od poprzednika była końcówka do tankowania w powietrzu z przewodu elastycznego. Dodatkowo pod kadłubem znajdował się centralny uchwyt do przenoszenia bomby atomowej B28 ze spadochronem hamującym lub dwuprowadnicowej wyrzutni pocisków rakietowych AIM-9 Sidewinder „catamaran”, który jednak ze względu na duże opory aerodynamiczne stosowany był bardzo rzadko. Po raz pierwszy zastosowano w maszynie tego typu rakietowy fotel wyrzucany do góry typu Lockheed C-2. Łącznie zbudowano 77 egzemplarzy samolotów F-104C i dostarczono do jednostek w latach 1958–1959. 14 grudnia 1959 roku jedna z maszyn tego typu ustanowiła nowy rekord wysokości osiągając pułap 31 513 metrów w 15 minut i 5 sekund.

### F-104D
Dwumiejscowa wersja szkolno-bojowa oparta na F-104C. Maszyna ta zastąpiła poprzedni dwumiejscowy model Starfightera F-104B, a różnice konstrukcyjne były takie same, jak między modelami F-104A i F-104C, łącznie z końcówką do tankowania w powietrzu, fotelami wyrzucanymi do góry i dodatkowym uchwytem pod centralną częścią kadłuba. Maszyna została oblatana 31 października 1958 roku i łącznie zbudowano 21 egzemplarzy tej wersji samolotu.

### F-104G
Zbudowany na podstawie F-104C myśliwsko-bombowy samolot dla lotnictwa niemieckiego (G od Germany). Maszyna w tej wersji posiadała wzmocnioną konstrukcję, nowocześniejszy silnik J79-GE-11A o ciągu 70,28 kN, ulepszoną awionikę, brytyjski fotel wyrzucany Martin Baker Mk 7, większy statecznik pionowy i wiele innych zmian. Samoloty w wersji F-104G weszły do służby w lotnictwie Niemiec, a także wielu innych krajów europejskich. Licencyjnie budowano je w Niemczech, Holandii, Belgii i Włoszech, oraz w Kanadzie jako CF-104. Maszyna ta była budowana również w wersji rozpoznawczej RF-104G i szkolnej TF-104G.

### CF-104

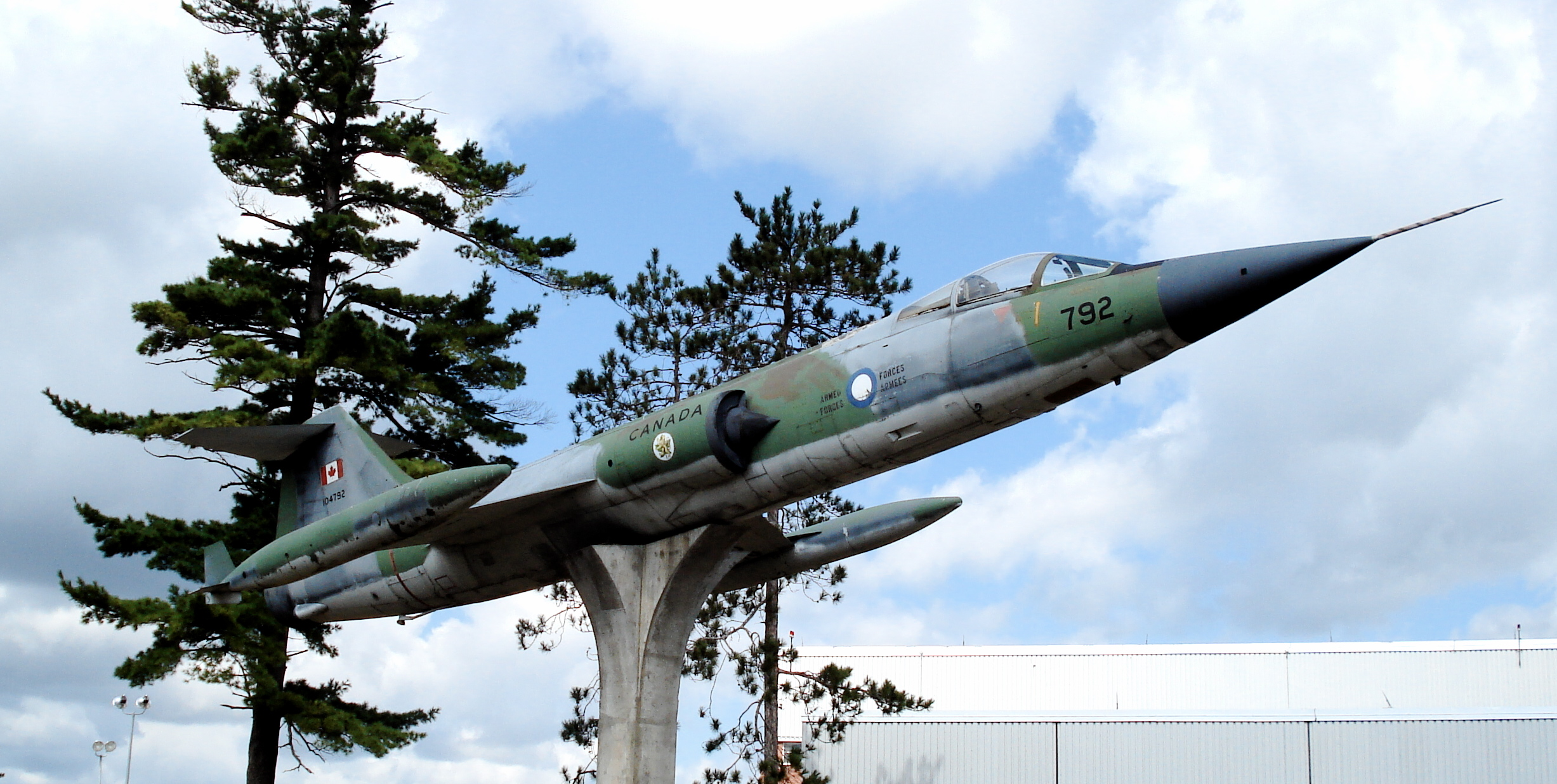
CF-104 Starfighter

Budowane na licencji przez kanadyjską wytwórnię Canadair samoloty, początkowo oznaczane jako CF-111. Zbudowano około 200 egzemplarzy głównie na potrzeby Kanadyjskich Królewskich Sił Powietrznych (RCAF). Maszyna ta była konstrukcyjnie identyczna z F-104G, ale napędzana silnikiem J79-OEL-7 produkowanym w Kanadzie przez firmę Orenda. Początkowym przeznaczeniem CF-104 było przenoszenie broni jądrowej, dlatego nie posiadały one uzbrojenia strzeleckiego ani odpowiednich celowników. W późniejszym okresie przebudowano je jednak do roli samolotów szturmowych dodając działko M61 Vulcan wraz z odpowiednim oprzyrządowaniem, oraz podwieszane wyrzutnie pocisków rakietowych i bomb. CF-104 zostały wycofane z RCAF w połowie lat 80. i zastąpione amerykańskimi wielozadaniowymi samolotami F/A-18 Hornet. Z 238 posiadanych przez lotnictwo kanadyjskie maszyn CF-104, katastrofom uległo 110 z nich.

### F-104S
Unowocześniona wersja F-104 zbudowana dla Włoskich Sił Powietrznych, oblatana 22 grudnia 1966 roku. Pomimo dużej liczby wypadków F-104 lotnictwo włoskie nie wymieniło maszyn na nowocześniejsze Dassault Mirage III, F-4 Phantom, czy F-5 Freedom Fighter ze względu na niższą cenę F-104, oraz to, że maszyny te były wytwarzane we włoskich fabrykach. Litera S w nazwie wersji oznaczała możliwość przenoszenia pocisków rakietowych AIM-7 Sparrow. Różnice w porównaniu z poprzednią wersją polegały na zastosowaniu ulepszonego i ekonomiczniejszego silnika J79-GE-19 o ciągu 79,6 kN, nowocześniejszej awioniki, oraz 9 węzłów podwieszeń uzbrojenia: po 2 pod każdym ze skrzydeł i po 1 na końcach, centralnego podkadłubowego i 2 w przedniej części kadłuba pod wlotami powietrza. Uzbrojenie strzeleckie usunięto, a w jego miejsce zainstalowano system kontroli ognia dla pocisków Sparrow. W wersjach szturmowych działko Vulcan zostało jednak przywrócone. Łącznie wybudowano 246 maszyn tego typu, dla lotnictwa włoskiego i Turcji.

### F-104J

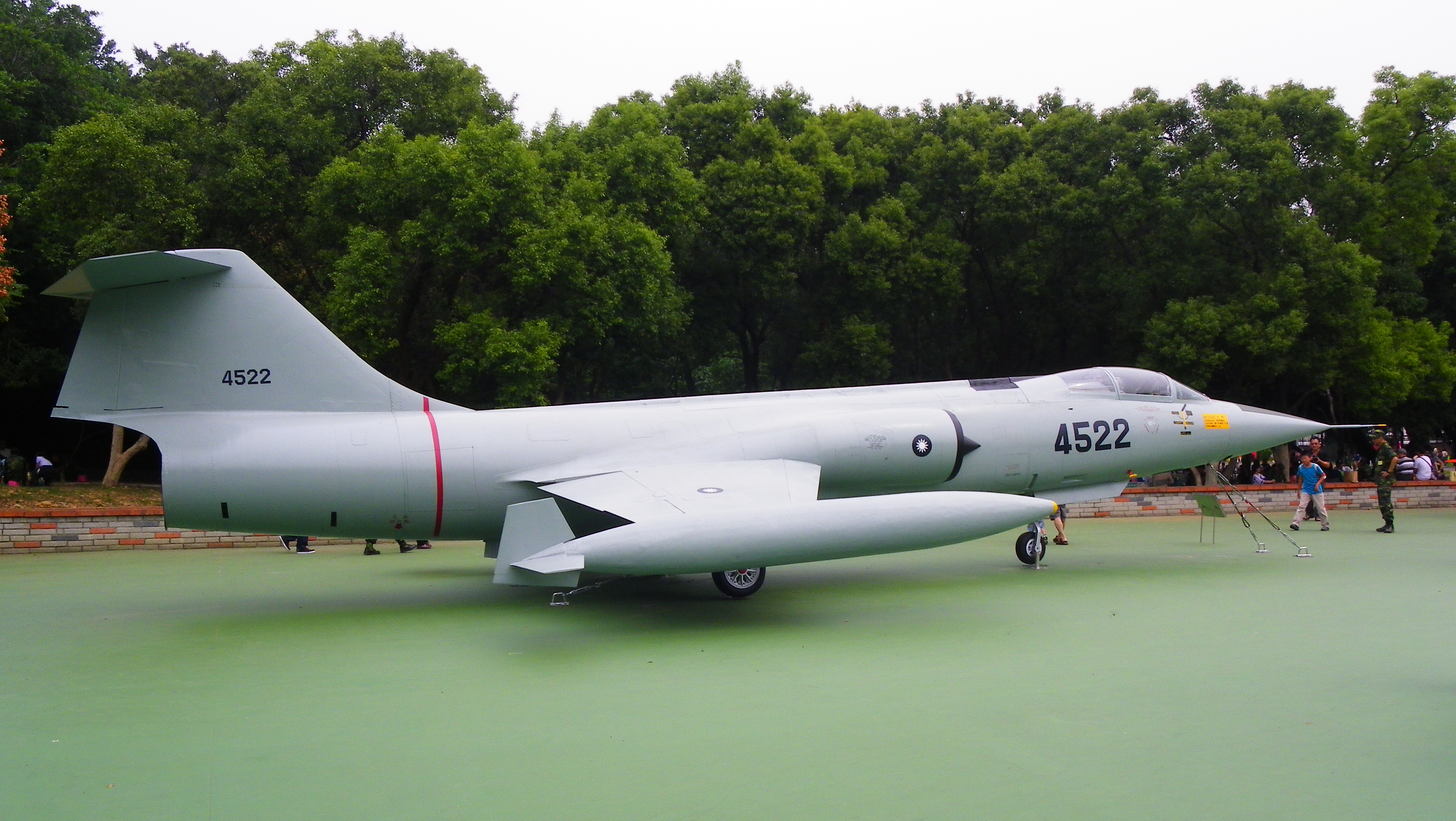
Taiwan Air Force F-104J

Maszyna dla Japońskiej Samoobrony Powietrznej. Łącznie wyprodukowano 210 maszyn w wersji jednomiejscowej F-104J i 20 dwumiejscowych F-104DJ. Większość zbudowano w wytwórni Mitsubishi, a pierwszy egzemplarz został oblatany 30 czerwca 1961 roku. Napęd samolotu stanowił silnik J79-IHI-11A budowany na licencji przez firmę Ishikawajima-Harima. W połowie lat 80. F-104J zostały wycofane ze służby i zastąpione nowocześniejszymi F-15J Eagle. Wycofane F-104J trafiły na Tajwan lub zostały przerobione na samoloty-cele QF-104J.

### Wersje specjalne

#### NF-104A Rocket Starfighter
Przebudowana dla szkoły pilotów doświadczalnych USAF samolot pozbawiony możliwości przenoszenia uzbrojenia za to z dodatkowym u nasady statecznika pionowego silnikiem rakietowym Rocketdyne LR121/AR-2-NA-1 o ciągu 27,7 kN. Ponadto zmieniono statecznik pionowy na większy, zastosowano bardziej niezawodny silnik i powiększono rozpiętość do 7,9 m. Na maszynie tego typu pobito dwa rekordy wysokości lotu: 15 listopada 1963 – 36 237 metrów i 6 grudnia 1963 – 38 828 metrów.

Z trzech maszyn dwie uległy katastrofom, a trzecia stoi przed wejściem do szkoły pilotów oblatywaczy.

#### F-104G ZELL

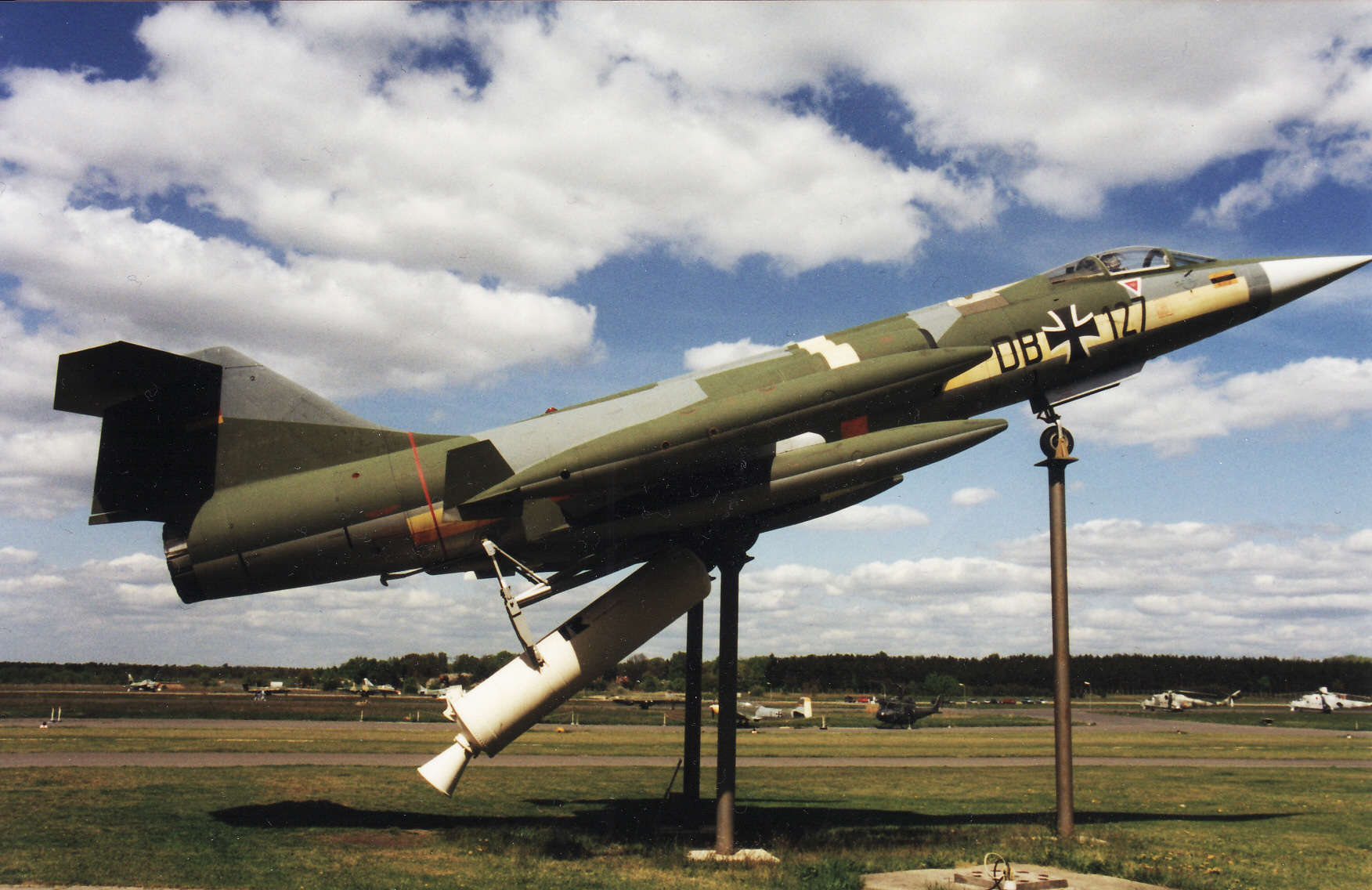
F-104G ZELL jako eksponat w Luftwaffenmuseum der Bundeswehr

Jedną z bolączek NATO w okresie zimnej wojny była obawa, iż po rozpoczęciu pełnoskalowego konfliktu pomiędzy państwami wchodzącymi w skład sojuszu a Związkiem Radzieckim i Układem Warszawskim, głównym celem ataku jądrowego będą bazy lotnicze rozlokowane w Niemczech Zachodnich. Aby zaradzić sytuacji, w której w obliczu potencjalnego konfliktu na terytorium Niemiec nie będzie zdatnego do użycia lotniska, pod koniec lat 50. XX w. rozpoczęto w Niemczech prace nad samolotami pionowego startu i lądowania oraz systemami mogącymi przystosować istniejące i używane już przez Luftwaffe samoloty do wykonywania tego typu startów. Efektem pierwszej z obranych dróg rozwiązania problemu były między innymi samoloty Dornier Do 31 czy EWR VJ 101. Drugiej natomiast, F-104G ZELL. Skrót ZELL oznaczał Zero-Length Launch system. Był to system, którego umożliwiał praktycznie pionowy start klasycznych samolotów, dzięki wyposażeniu ich w dodatkowe silniki rakietowe. Próby tego systemu z samolotem F-104 wykonano po raz pierwszy w 1963 roku w Edwards Air Force Base w Kalifornii. Do testów wykorzystano niemieckiego Starfightera o numerze taktycznym DA + 102. Samolot wyposażony był w dodatkowy silnik rakietowy Rocketdyne na paliwo stałe o ciągu 274,4 kN wykorzystywanego w pociskach Martin TM-61 Matador. Maszyna startowała ze specjalnej wyrzutni. Najpierw uruchamiany był normalny silnik J79 odrzutowy samolotu, a gdy osiągano pełny ciąg wraz z dopalaniem, uruchamiano silnik rakietowy i samolot startował. Na wysokości około 200 m, w odległości około 600 m od wyrzutni chowano podwozie i odrzucano zbędny już silnik rakietowy, F-104 leciał wówczas już z prędkością rzędu 600 km/h. Nim wykorzystano prawdziwy samolot, wstępne testy przeprowadzono na modelach. Ich rezultaty pozwoliły wykonać tego typu start już z realnym samolotem i pilotem doświadczalnym, Edem Brownem za jego sterami. W maju 1966 roku, przy wykorzystaniu maszyny o numerze taktycznym DB + 127, rozpoczęto próby w Niemczech Zachodnich. Testy przeprowadzano w bazie w Lechfeld mieszczącej się w Bawarii. W próbach uczestniczył Ed Brown, a ze strony niemieckiej Horst Philipp, który 5 lipca 1966 roku stał się pierwszym niemieckim pilotem wykonującym lot na F-104G ZELL. Pomimo tego, iż system sprawdził się w praktyce, to nie wszedł on do użycia. Przygotowanie samolotu i stanowiska startowego było bardzo skomplikowane i czasochłonne.

## Służba

### Stany Zjednoczone
F-104 Starfighter był używany przez Siły Powietrzne Stanów Zjednoczonych dość krótko, a do służby weszło dwa razy mniej maszyn niż początkowo planowano. Wiązało się to z bardzo dużą liczbą katastrof Starfighterów (do 1961 roku zanotowano 49 wypadków). Główną przyczyną awarii był niedopracowany silnik J79, ale sam samolot również był trudny w pilotażu. Zastosowany w pierwszych wersjach F-104 fotel wyrzucany przez podłogę był mało skuteczny uniemożliwiając awaryjne opuszczenie maszyny na niskim pułapie. Piloci próbowali mimo wszystko katapultować się po obróceniu maszyny do lotu na grzbiecie, ale nie w każdych warunkach taki manewr był możliwy.

Niedoskonałość systemów kierowania ogniem i ogólnie awioniki sprawiała, że samolot ten był mało przydatny na polu walki. Samolot w wersjach F-104A i F-104B nie sprawdzał się w roli myśliwca przechwytującego ustępując parametrami znacznie doskonalszemu F-106 Delta Dart. Z kolei wersje myśliwsko-bombowe F-104C i F-104D, pomimo wyposażenia ich w uchwyt do przenoszenia bomby atomowej nigdy takiego uzbrojenia nie przenosiły, możliwość ta została tylko na papierze.

#### Wojna w Wietnamie

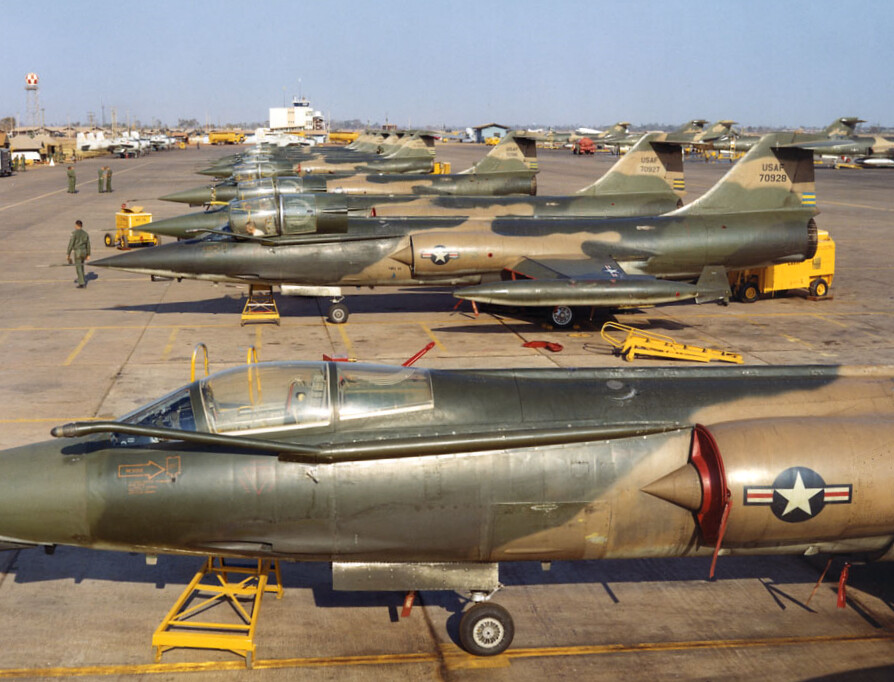
476th Tactical Fighter Squadron w bazie Đà Nẵng, 1965 rok

Amerykańskie Republic F-105 Thunderchief bombardujące cele w Wietnamie Północnym były przechwytywane przez wietnamskie samoloty myśliwskie MiG-17. Było to o tyle istotne zagrożenie dla amerykańskich samolotów, iż polityka doborów celów, z uwagi na obawy przed bezpośrednim zaangażowaniem Chin i Związku Radzieckiego, wykluczała atakowanie północnowietnamskich lotnisk. Tym samym MiGi mogły operować bez przeszkód, atakując formacje F-105. Początkowo do ochrony F-105 zostały skierowane samoloty North American F-100 Super Sabre jednak ich niewielki zasięg i prędkość oraz brak pokładowego radaru nie czynił z tego typu maszyn idealnej eskorty. Zdecydowanie lepiej w tej roli sprawdzały by się samoloty F-104C. Opcja ta jednak początkowo nie wchodziła w grę z uwagi na zdecydowany opór przed użyciem tego typu maszyn jaki stawiało Pacific Air Forces. Wydarzeniem, które zadecydowało o zmianie decyzji było zestrzelenie przez MiG-17 dwóch Thunderchiefów 4 kwietnia 1965 roku i to pomimo obecności eskorty F-100. Drugim elementem, który zadecydował o zmianie stanowiska Pacific Air Forces była potrzeba zapewnienia osłony myśliwskiej operującym na Zatoką Tonkińską samolotom Lockheed EC-121 Warning Star. W tych okolicznościach zapadła decyzja o przebazowaniu do Wietnamu samolotów F-104C z 479th Tactical Fighter Wing. Pierwszym komponentem, który wyruszył w drogę przez Pacyfik było 28 myśliwców z 476th Tactical Fighter Squadron (Taktyczny Dywizjony Myśliwski). Maszyny wystartowały 7 kwietnia 1965 roku z George Air Force Base w Kalifornii, ich celem była mieszcząca się na Tajwanie Ching Chuan Kang Air Base. Przelot był częścią operacji Two Buck, wysłania znaczącej liczby maszyn USAF do Azji Południowo-Wschodniej. Podzielono go na etapy, pierwszy z nich kończył się w Hickam Air Force Base na Hawajach. Na archipelag dotarło 26 maszyn, dwie zawróciły z powodów technicznych tuż po starcie z George Air Force Base. Po zatankowaniu i odpoczynku załóg, maszyny wyleciały na Tajwan jednak i tym razem kolejne dwa samoloty musiały zawrócić z powodów technicznych. Do Ching Chuan Kang Air Base dotarły zatem, 11 kwietnia, 24 myśliwce. Baza na Tajwanie miała stanowić bazę operacyjną. Z niej czternaście maszyn, miało być wysyłanych rotacyjnie do bazy w Đà Nẵng, z której po dziesięciu dniach, każdy z F-104 miał wracać na przegląd i ewentualne naprawy na Tajwan. 19 kwietnia 1965 roku do Đà Nẵng przybyły pierwsze Starfightery a już dzień później wyruszyły do akcji. F-104 wykonywały dwa rodzaje zadań, pierwsze z nich polegało na eskortowaniu maszyn uderzeniowych atakujących cele w Wietnamie Północnym. Drugi typ polegał na osłonie samolotu wczesnego ostrzegania EC-121 College Eye. W osłonie EC-121 brały udział cztery myśliwce podzielone na dwie pary. Jedna z nich w rejonie patrolowania, druga w trakcie tankowania w powietrzu lub w pogotowiu. Misja trwała około 5 godzin i pomimo zabierania dodatkowych zbiorników paliwa, wymagała kilkukrotnego uzupełniania paliwa w powietrzu. Drugi typ misji angażował od jednego do trzech, czterosamolotowych kluczy F-104. Dysponujące pokładowym działkiem M61A1 Vulcan i pociskami AIM-9B, Starfightery operowały na różnych wysokościach pomiędzy rejonem celu ataku a rejonem Hanoi i Hajfong skąd startowały północno-wietnamskie myśliwce. Samo pojawienie się F-104 przyniosło natychmiastowy efekt. Możliwości Starfighterów były doskonale znane Wietnamczykom, widzieli je na swoich radarach. Wietnamskie myśliwce unikały spotkania z F-104 i osłanianymi przez nie formacjami. Tym samym amerykańscy piloci, w początkowej fazie działań nie mieli okazji zmierzyć się z przeciwnikiem i obyło się bez strat. Pod koniec swojej tury do obowiązków F-104 włączono dwa nowe typy zadań. Pierwszym z nich były loty na rozpoznanie pogody w obszarze atakowanego celu. Para myśliwców, na dużej prędkości przelatywała w rejonie celu nie wskazując jednak jego dokładnej lokalizacji. Drugim typem zadań były akcje polegające na bezpośrednim wsparciu wojsk lądowych (Close Air Support) we współpracy z maszynami wyszukującymi i oznaczającymi cele (Forward Air Control). F-104 biorące udział w tego typu misjach uzbrojone były zwykle w dwie 340-kilowe bomby M117 lub zbiorniki z napalmem. Pomimo tego, iż szybkie i o zwartej sylwetce Starfightery stanowiły trudny cel dla artylerii przeciwlotniczej, tego typu akcje nie mogły się obyć bez strat. Pierwszą z ofiar był F-104C numer 56-0937, za sterami którego siedział Richard Cole. Podczas wykonywania misji bezpośredniego wsparcia samolot został zestrzelony ogniem przeciwlotniczym. Pilot zdołał się katapultować i został ewakuowany przez przybyły na ratunek śmigłowiec. Podczas swojej pierwszej tury bojowej dywizjon wykonał 1182 lotów bojowych, z czego 52% z nich stanowiły loty w osłonie EC-121, 24% patrole myśliwskie w osłonie samolotów uderzeniowych, 18% ataki na cele naziemne i 6% lotów na rozpoznanie pogody. Jednostka zakończyła swoją turę 11 lipca 1965 roku.

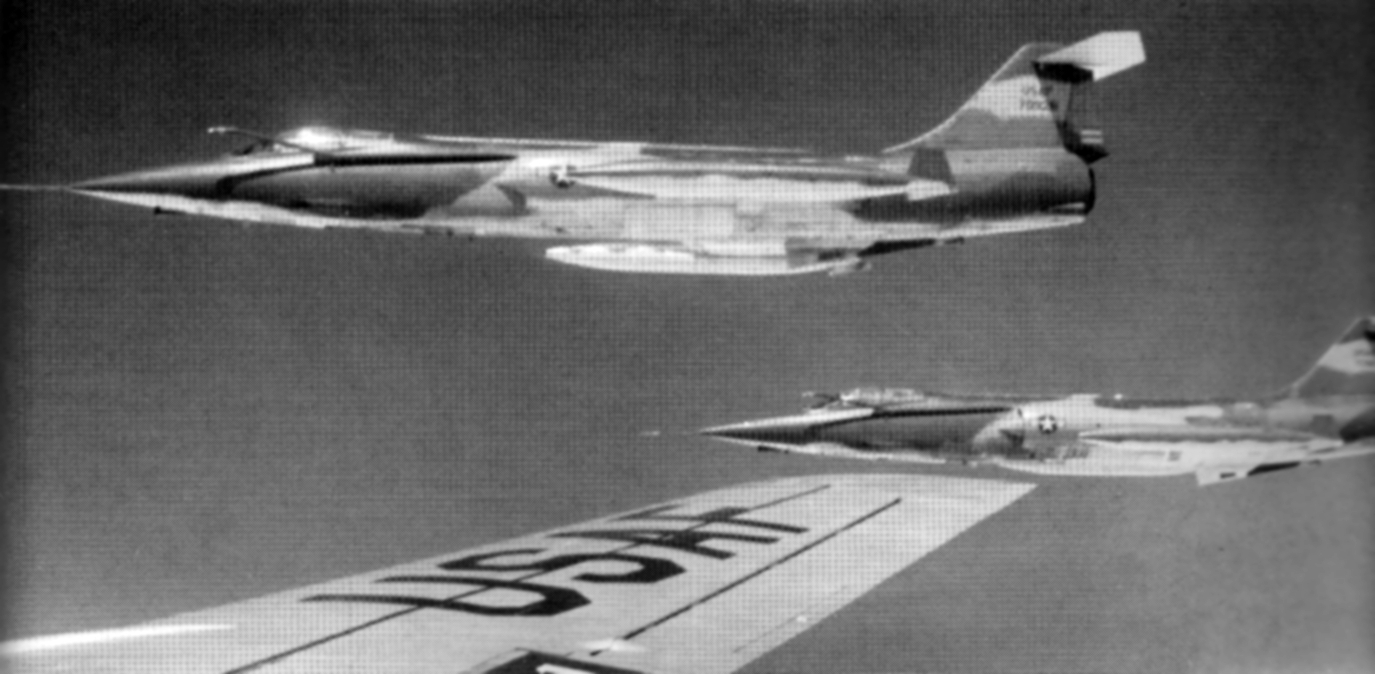
F-104C z 435th Tactical Fighter Squadron w locie nad Wietnamem, październik 1966 roku

Już 12 lipca 1965 roku na miejsce przybył siostrzany, 436th Tactical Fighter Squadron. Tym razem, z uwagi na niewielką aktywność północno-wietnamskiego lotnictwa priorytetem były akcje bezpośredniego wsparcia sił lądowych. Starfightery na tyle dobrze sprawdzały się w tej roli, że już dwa tygodnie po przybyciu dywizjon otrzymał rozkaz stałego dyżurowania czterech maszyn gotowych do tego typu akcji w 15-minutowej gotowości do startu na wezwanie jednostek rozpoznania i oznaczania celów. 23 lipca 1965 roku Dywizjon poniósł pierwszą stratę. Podczas awaryjnego lądowania F-104 numer 56-0908 na brzuchu w Chu Lai Air Base, po uszkodzeniach doznanych od ognia artylerii przeciwlotniczej, zginął Roy Blakely. Starfightery zaczęły również brać udział w akcjach ratowania zestrzelonych załóg i powróciły do misji osłony myśliwskiej samolotu EC-121. Podczas jednej z nich, 20 września 1965 roku jedna z maszyn zabłądziła i została zestrzelona w pobliżu chińskiej wyspy Hajnan przez chińskie myśliwce Shenyang J-6. Pilot, Philip Smith zdołał się bezpiecznie katapultować został jednak przechwycony przez Chińczyków i trafił do więzienia w Pekinie, z którego został zwolniony dopiero w 1973 roku. W tym samym dniu, wracając z poszukiwania Smitha, dwa F-104C numer 56-0911 i 56-0921 zderzyły się w powietrzu podczas podchodzenia w nocy do lądowania w Đà Nẵng. Szczęśliwie obydwaj piloci, Harvey Quackenbush i Dayle Carlson zdołali się bezpiecznie katapultować i nie odnieśli obrażeń. Podczas swojej tury bojowej jednostka wykonała 1386 lotów bojowych, z czego aż 56% stanowiły akcje bliskiego wsparcia.
14 października 1965 roku 436th Tactical Fighter Squadron został zastąpiony przez 435th Tactical Fighter Squadron. Ponownie zmienił się charakter działań Starfighterów. Tym razem dominowały misje osłony samolotów EC-121 oraz rozpoznawczego Herculesa C-130E-II Silver Dawn operujących nad Zatoką Tonkińską. Do osłony C-130 wydzielano dwa samoloty a EC-121 cztery. Były to męczące dla załóg misje trwające po 10 godzin. Akcje bezpośredniego wspierania działań piechoty zostały bardzo ograniczone i podczas całej swojej tury bojowej, Dywizjon wykonał jedynie tuzin takich akcji. Była to również jednostka, której tura bojowa trwała najkrócej, 21 października 1965 roku została zluzowana przez 390th Tactical Fighter Squadron, ale zamiast F-104, razem z nim przybyły znajdujące się na jego wyposażeniu McDonnell Douglas F-4 Phantom II. Dywizjon podczas swojej tury bojowej wykonał 419 lotów bojowych. W grudniu 1965 roku Starfightery powróciły do Stanów, tym samym zakończył się pierwszy rozdział obecności F-104 nad Wietnamem, całość zadań myśliwskich przejęły Phantomy.
F-4C Phantom w walce z wolniejszymi, ale bardziej zwrotnymi północno-wietnamskimi myśliwcami miał swoje ograniczenia. Najważniejszym z nich był brak uzbrojenia strzeleckiego i opieranie siły ognia tylko na rakietach typu powietrze-powietrze. Wiosną 1966 roku Wietnamczycy wprowadzili do walki pierwsze myśliwce MiG-21. Zdając sobie sprawę z ograniczeń F-4C, dowództwo Seventh Air Force (7 Armia Lotnicza) zażądała ponownego przysłania F-104 do Wietnamu. Żądanie zostało zaaprobowane i 6 czerwca 1966 roku osiem F-104C z 435th Tactical Fighter Squadron wylądowało w bazie Udorn w Tajlandii. Maszyny zostały przydzielone do 8th Tactical Fighter Wing z bazy w Ubon Ratchathani. Dzień później, 7 czerwca 1966 roku Starfightery rozpoczęły loty nad Wietnamem. Myśliwce latały wspólnie z F-4C w osłonie uderzeniowych F-105. Misje te nie przyniosły okazji amerykańskim myśliwcom do spotkania w powietrzu z wietnamskimi maszynami. 22 lipca 1966 roku do Udorn dotarł kolejny tuzin F-104C. Nowym typem misji jaki wykonywały F-104 była eskorta F-105F w ramach zadań typu Wild Weasel. Były to o tyle niebezpieczne dla Starfighterów zadania, iż nie dysponowały one urządzeniem RHAW (Radar Homing and Warning) ostrzegającym przed opromieniowaniem przez system radarowy S-75. Brak systemu RHAW i niebezpieczeństwa z tym związane dały o sobie szybko znać. 1 sierpnia 1966 roku, biorące udział w dwóch oddzielnych misjach F-104C numer 56-0928 i 56-0925 zostały zestrzelone przez rakiety S-75. Obydwaj piloci, John Kwortnik i Arthur Finney ponieśli śmierć. To wydarzenie przesądziło o wycofaniu F-104C z tego typu misji aż do czasu wyposażenia ich w system RHAW i przesunięciu ich do zadań szturmowych prowadzonych nad Laosem i w Wietnamie Południowym. 1 września 1966 roku podczas takiej misji nad Laosem, ogniem przeciwlotniczym z ziemi został zestrzelony Norman Schmidt lecący F-104C numer 57-0913. Pilot zdołał się bezpiecznie katapultować, ale dostał się do niewoli gdzie zmarł. 2 października tego samego roku utracono kolejnego F-104C o numerze 56-0904, zestrzelonego przez S-75. Pilot, Norman Lockard również zdołał się bezpiecznie katapultować i został przejęty przez własny zespół ratunkowy. 20 października 1966 roku kolejny Starfighter został utracony nad Laosem. Niestety tym razem pilot maszyny o numerze 56-0918, Charles Tofferi zginął. Zadane przez przeciwnika straty zdecydowały o ponownym przesunięciu F-104C do zadań eskortowych nad Zatokę Tonkińską gdzie operowały EC-121 i EC-130. W tym okresie prawo do powrotu do Stanów przed ukończeniem tury bojowej przez całą jednostkę dawało wykonanie stu misji bojowych, pierwszym pilotem, który tego dokonał 30 września 1966 roku był Harold Alston.
Wyposażenie F-104C w system RHAW, w ramach projektu Pronto pod koniec 1966 roku pozwoliło wznowić loty samolotów nad Wietnamem Północnym. Szesnaście Starfighterów wzięło udział w operacji „Bolo”, akcji mającej na celu zwabieniu północno-wietnamskich MiG-21 w pułapkę i ich zestrzelenie. Akcja została przeprowadzona 2 stycznia 1967 roku i zakończyła się pełnym sukcesem, bez strat własnych Amerykanom udało się zestrzelić siedem MiGów. Starfightery nie brały bezpośredniego udziału w walce, osłaniały odwrót głównych aktorów, Phantomów. Tymczasem dało o sobie znać zużycie samolotów z powodu ich intensywnej eksploatacji. 12 stycznia 1967 roku awaryjnie lądujący F-104C numer 57-0910 został na tyle poważnie uszkodzony, iż spisano go ze stanu. 16 stycznia tego samego roku utracono kolejnego Starfightera. Samolot o numerze 57-0914 doznał awarii podczas lotu i jego pilot, Hugh Spencer musiał się katapultować. Kilka dni później, 27 stycznia nad Zatoką Tonkińską utracono następną maszynę. F-104C o numerze 56-0921 spadł do morza, ale pilot Eugene West bezpiecznie się katapultował i został wyłowiony przez śmigłowiec ratowniczy. 15 maja 1967 roku kolejny Starfighter o numerze 57-0922 spadł do Zatoki Tonkińskiej z powodu awarii. Pilot Karl Hofmann bezpiecznie się katapultował i również został podjęty przez załogę przysłanego na pomoc śmigłowca. 19 lipca 1967 roku 435th Tactical Fighter Squadron zakończył swoją turę bojową. Podczas trzynastu miesięcy działań piloci jednostki wykonali 5306 lotów bojowych o łącznym czasie 14 393 godzin. Dywizjon został zmieniony przez 4th Tactical Fighter Squadron wyposażony w Phantomy a sam, przez Filipiny, Guam i Hawaje, został przebazowany do Puerto Rico. Był to koniec akcji bojowych amerykańskich Starfighterów nad Wietnamem.
Ostatecznie samoloty F-104 Starfighter wycofano z USAF w lipcu 1967 roku.

### Republika Federalna Niemiec

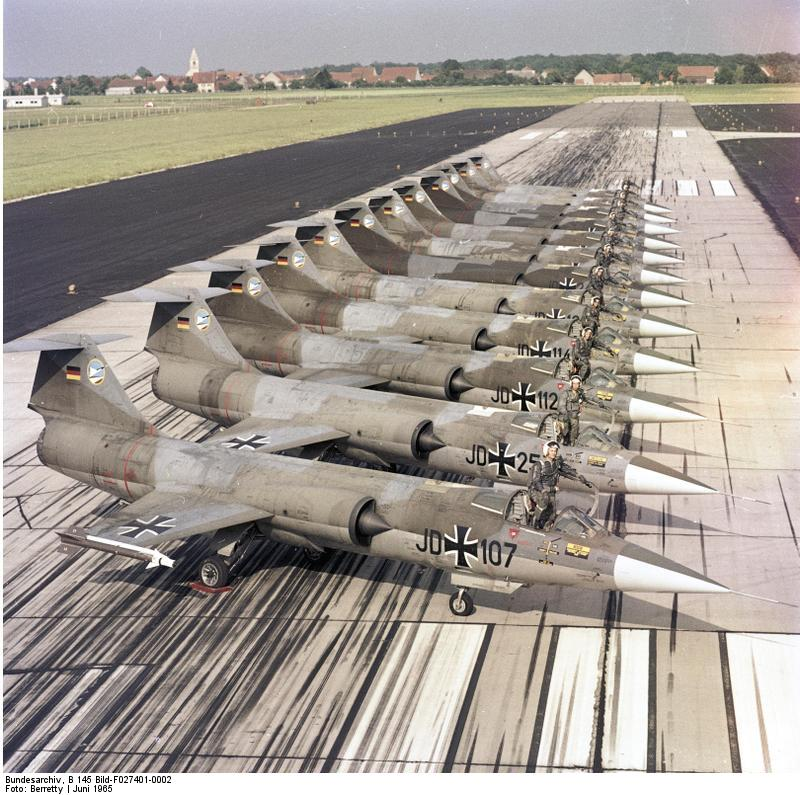
Niemieckie F-104 w 1965

Niemcy Zachodnie użytkowały 605 maszyn typu F-104G, 145 typu RF-104G i 137 typu TF-104G, z czego lotnictwo marynarki Marineflieger użytkowało 146 maszyn F-104G i 27 RF-104G. Marynarka wojenna wykorzystywała Starfightery w roli samolotów do walki z okrętami i wyposażyła je w pociski AS-30 zastąpione później skuteczniejszymi AS-34 Kormoran. Z kolei maszyny Luftwaffe posiadały możliwość przenoszenia broni atomowej, chociaż kraj ten nigdy takowej nie posiadał.
Samoloty F-104G Starfighter miały w Niemczech bardzo złą sławę. Z 916 maszyn wprowadzonych do służby w Luftwaffe utracono w wyniku różnych wypadków 300 samolotów. Rozbiło się 269 Starfighterów, a w katastrofach tych zginęło 115 pilotów (108 niemieckich i 7 amerykańskich). Ostatecznie w połowie lat 80. wycofano F-104 ze służby zastępując je maszynami Panavia Tornado i F-4 Phantom.

### Holandia
Drugi po Niemczech największy użytkownik Starfighterów użytkujący 95 maszyn typu F-104G, 25 typu RF-104G i 18 szkolno-bojowych TF-104G zbudowanych w fabrykach Fokkera, Fiata i Lockheeda. Maszyny te były wykorzystywane do połowy lat 80. i zastąpione przez F-16 Fighting Falcon. Wycofane egzemplarze trafiły do Turcji i Grecji.
W okresie wykorzystywania F-104 przez lotnictwo holenderskie zanotowano 43 katastrofy.

### Belgia
Lotnictwo belgijskie użytkowało 101 maszyn F-104G i 12 TF-104G. Ostatni samolot wycofano ze służby w 1983 roku zastępując je maszynami F-16 Fighting Falcon. Belgia straciła w katastrofach 41 maszyn.

### Pakistan
Pierwszy kraj azjatycki, który zakupił samoloty naddźwiękowe. Kilkanaście egzemplarzy F-104 wzięło udział w walkach z Indiami, a pierwszym zestrzelonym przez F-104 samolotem był indyjski Dassault Mystère IV. Siły powietrzne Pakistanu używały głównie samolotów F-86 Sabre, a F-104 były przeznaczone do misji specjalnego znaczenia. Po początkowych sukcesach i przewadze nad samolotami lotnictwa myśliwskiego Indii wprowadzenie MiG-ów-21 przeważyło szalę zwycięstwa na stronę indyjską. Podczas walk MiG-i strąciły 8 samolotów F-104, a pozostałe maszyny zostały po wojnie wycofane ze względu na brak części i ostatecznie zastąpione przez francuskie Dassault Mirage III.

## Kraje używające F-104
- Belgia – użytkowała 101 maszyn w wersjach F-104G i 12 TF-104G (prawie 40% utraciła w katastrofach)
- Republika Chińska (Tajwan) – 244 używane egzemplarze dostarczone z różnych krajów, służyły w latach 1960–1998,
- Dania – 25 F-104G produkcji kanadyjskiej i 4 dwumiejscowe TF-104G oraz 15 CF-104C i 7 CF-104D wycofanych z RCAF, służyły w latach 1964–1986,
- Grecja – nowe: 45 F-104G, 6 TF-104G, używane: 84 F-104G, 18 F-104G, służyły w latach 1964–1993,
- Hiszpania – użytkowała 18 F-104G i 3 TF-104G, wszystkie należały do Stanów Zjednoczonych, później trafiły do Grecji i Turcji,
- Holandia – 138 egzemplarzy, w tym 95 wyprodukowanych na licencji przez Fokkera, służyło w latach 1962–1984; w wypadkach stracono 43 (35,8%),
- Japonia – 210 F-104J i 20 F-104DJ, w tym 207 wyprodukowano na licencji, służyły w latach 1962–1986, 36 utracono,
- Jordania – 29 F-104A i 4 F-104B otrzymane od USA w 1967, wycofane w 1983,
- Kanada – 200 CF-104 i 38 CF-104D Starfighter (wyprodukowane przez Lockheeda) w latach 1961–1986, 110 utracono (46,2%), pozostałe przekazano Danii, Norwegii i Turcji,
- Republika Federalna Niemiec – 916 sztuk: 586 F-104G, 163 RF-104G, treningowe: 30 F-104F, 137 TF-104G, w latach 1960–1991;
w wypadkach stracono 292 maszyny (31,9%), 148 przekazano Turcji, 79 Grecji,
- Norwegia – 43 Starfighterów, z czego 37 jednomiejscowych i 6 dwumiejscowych, głównie produkcji amerykańskiej,
- Pakistan – 12 egzemplarzy dostarczonych z USA w 1961 i 2 uzyskane od Tajwanu wzięło udział w wojnach z Indiami w 1965 i 1971, w walce stracono 8.
- Stany Zjednoczone – ogółem 297 sztuk, służba w latach 1961–1975,
- Turcja – około 400 egzemplarzy dostarczonych z różnych źródeł służyło w latach 1963–1996,
- Włochy – 125 egzemplarzy zbudowanych w USA, kilka innych dostarczonych z Niemiec, plus 206 w wersji F-104S produkowanej na licencji we Włoszech służyło w latach 1963–2004.